# Édouard François Zier
Édouard François Zier (1856, Paříž – 19. ledna 1924, Thiais) byl francouzský malíř a ilustrátor.

## Život
Byl nejprve žákem svého otce, malíře polského původu Victora Casimira Ziera, a poté malíře a sochaře Jeana-Léona Gérômeho.
Od roku 1874, kdy Debutoval v Pařížském salonu obrazem La Mort de Caton d'Utique, byl jako umělec velmi aktivní. Roku 1880 vystavoval v Salonu obraz Charles VI et Odette. Tyto dva obrazy a obraz Esther (1883) zakoupil francouzský stát. Zúčastňoval se také výstav v Salonu des Artistes Français, kde v roce 1900 získal medaili za třetí místo a v roce 1904 za druhé.
Znám je ale především jako ilustrátor. Pracoval pro mnoho periodik jako L'Illustration, Le Monde illustré, Le Courrier français nebo Le Journal de la jeunesse a od roku 1905 až do své smrti spolupracoval s dívčím časopisem La Semaine de Suzette. Především však ilustroval celou řadu knih.

## Výběrový seznam ilustrací
- 1881 – La Chanson de Roland (1881, Píseň o Rolandovi).
- 1884 – León Gautier: La Chevalerie.
- 1885 – Henri Carnoy: Les Légendes de France.
- 1886 – Alexandre Dumas: Vingt ans après (Tři mušketýři po dvaceti letech).
- 1886 – Alexandre Dumas: Le vicomte de Bragelonne, ou Dix ans plus tard, (Tři mušketýři ještě po deseti letech aneb Vikomt de Bragelonne).
- 1888 – Paul Scarron: Le roman comique (Komedianský román).
- 1890 – James Fenimore Cooper: The Deerslayer (Lovec jelenů).
- 1893 – Commandant Stany: Les trésors de la fable (Poklady z báje).
- 1894 – Noémi Balleyguierová: Futurs Chevaliers.
- 1903 – Pierre Maël: Seulette.
- 1904 – Henri de Gorsse a Joseph Jacquin: La Jeunesse de Cyrano de Bergerac (Příhody a dobrodružství Cyrana z Bergeracu).
- 1904 – Pierre Maël: Le trésor de Madeleine.
- 1905 – Pierre Louÿs: Aphrodite (Afrodite).
- 1906 – G. du Planty: Miss Linotte (Slečna Mazlíček).

## Galerie ilustrací

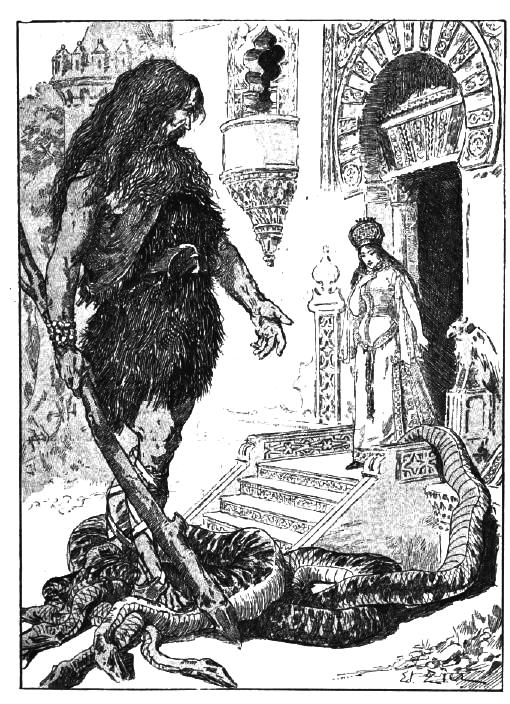
Henri Carnoy: Les Légendes de France.
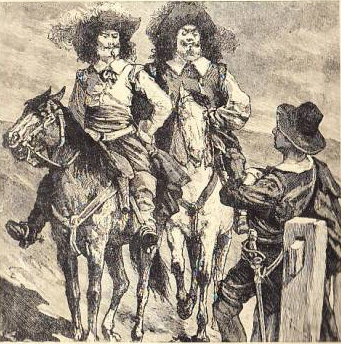
Dumas: Vingt ans après (Tři mušletáři po dvaceti letech)
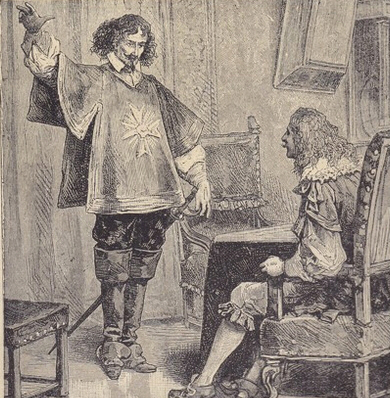
Dumas: Le vicomte de Bragelonne, ou Dix ans plus tard
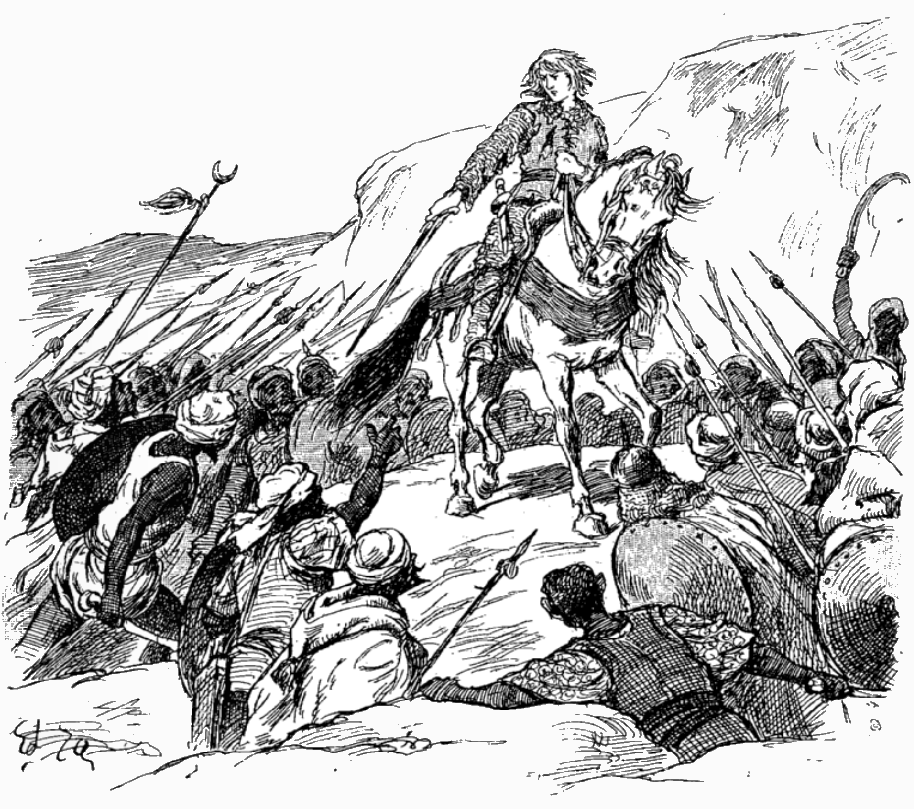
Noémi Balleyguierová: Futurs Chevaliers (Aliscans).
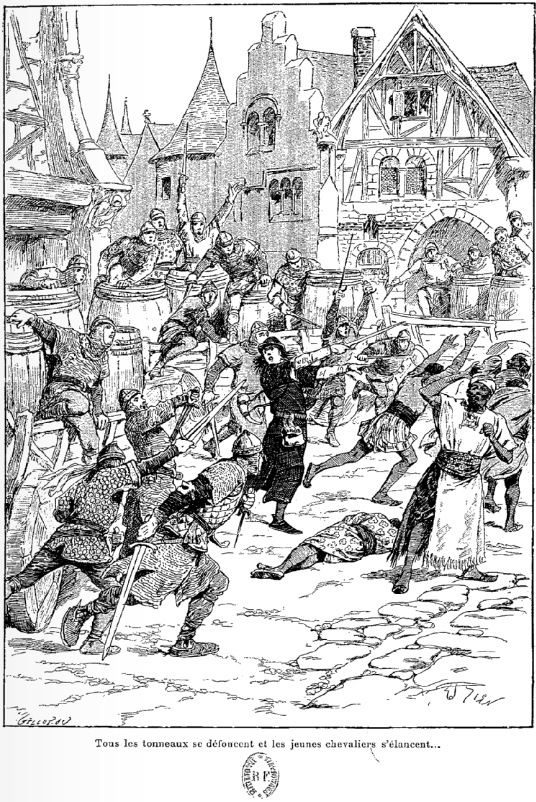
Noémi Balleyguierová: Futurs Chevaliers (Charroi de Nîmes).
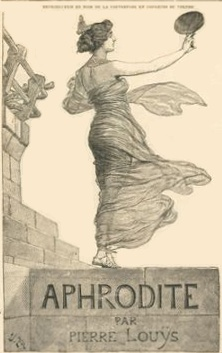
Pierre Louÿs: Aphrodite (obálka)

## Galerie obrazů

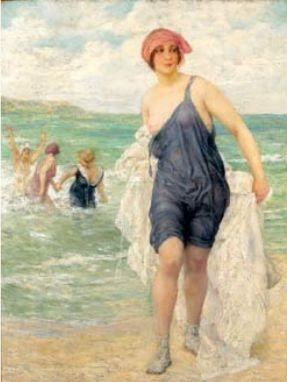
Les baigneuses à Biarritz
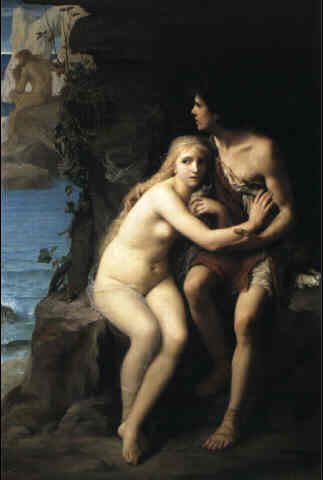
Acis et Galatée, 1877
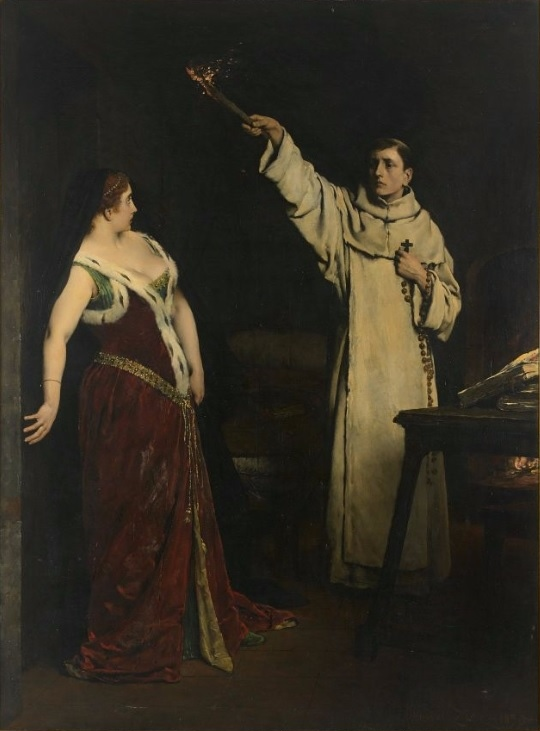
La Tentation de saint Thomas d'Aquin, 1890
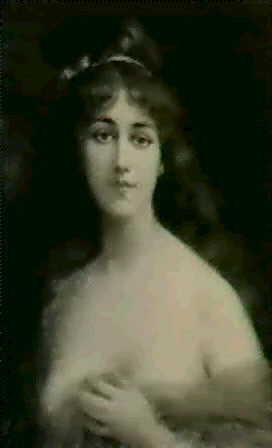
Portrait idéal, 1903
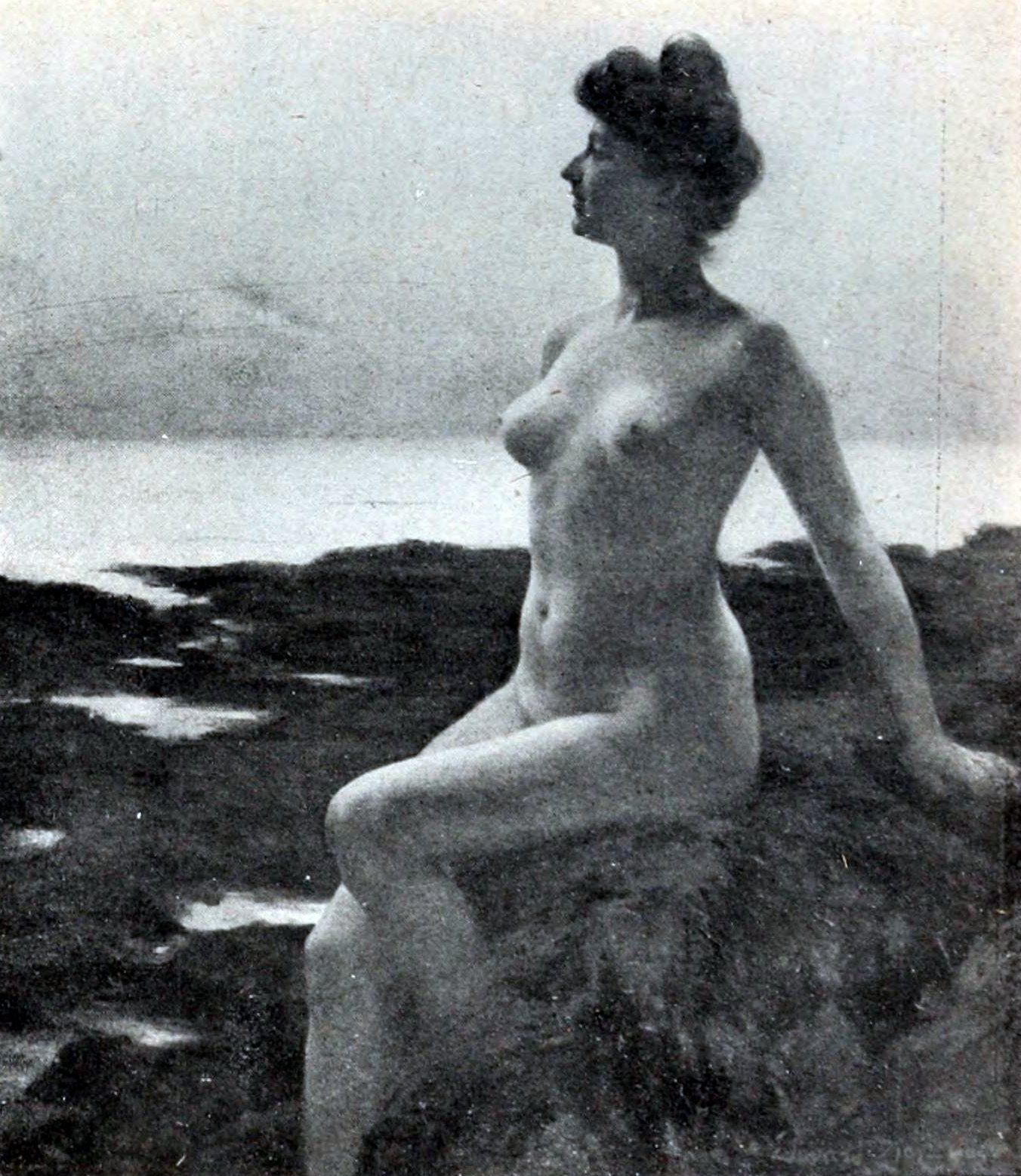
Crépuscule (Soumrak), 1904
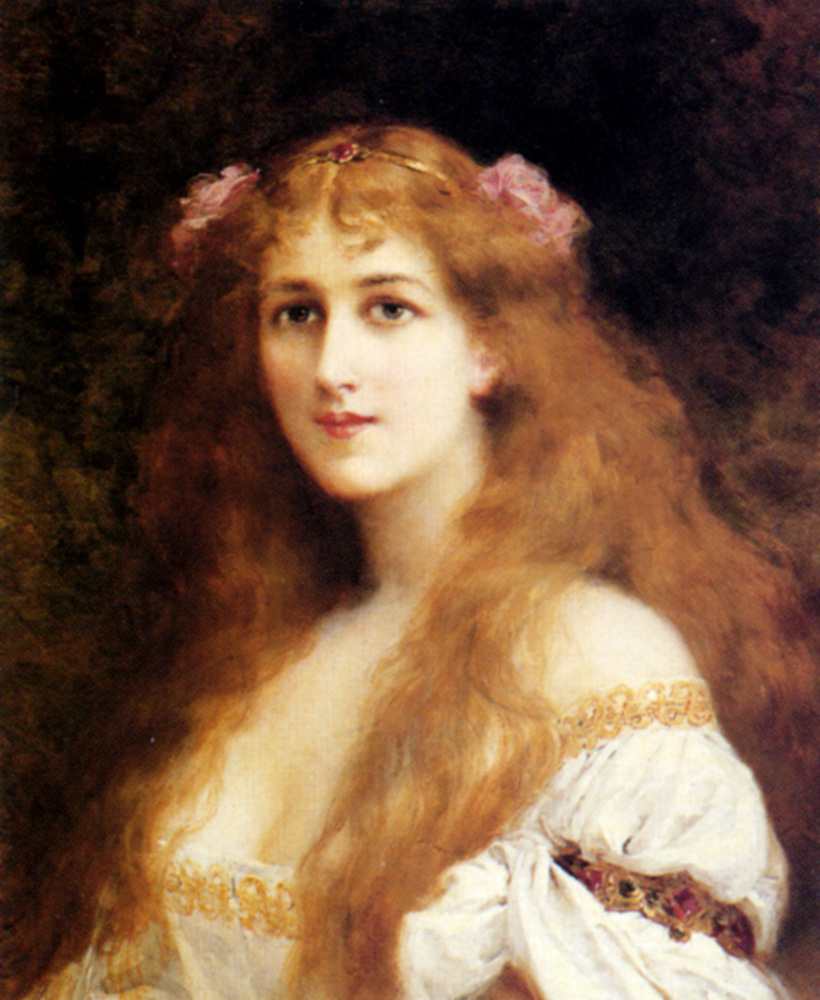
Ophélie, 1905